# Decade: Greatest Hits
Decade: Greatest Hits è la prima raccolta di successi dei Duran Duran, pubblicata per la prima volta il 15 novembre 1989.
A lanciare la raccolta fu il singolo remix Burning the Ground ma questo non fu messo nel disco; inoltre i remix di The Reflex e le radio edits di Notorious e Skin Trade sono ad opera di Nile Rodgers.
Nel 1998 è uscita la controparte del decimo anniversario della pubblicazione del disco col titolo di Greatest
includendo anche New Moon on Monday e 4 canzoni provenienti dagli anni novanta.

## Tracce
1. Planet Earth – 3:58
2. Girls on Film – 3:30
3. Hungry like the Wolf (130 B.P.M. single version) – 3:25
4. Rio – 5:33
5. Save a Prayer – 5:25
6. Is There Something I Should Know? – 4:05
7. Union of the Snake – 4:20
8. The Reflex (7" Remix) – 4:25
9. The Wild Boys – 4:16
10. A View to a Kill – 3:35
11. Notorious (45 Mix) – 3:58
12. Skin Trade (radio cut) – 4:25
13. I Don't Want Your Love (Shep Pettibone 7" Remix) – 3:47
14. All She Wants Is (45 Mix) – 4:36

## Produttori
- Daniel Abraham – produttore, ingegnere, mixing
- Hans Arnold – illustrazioni disegni
- John Barry – arrangiatore, direttore d'orchestra
- Jason Corsaro – produttore, ingegnere, mixing
- Duran Duran – produttori
- Bernard Edwards – produttore
- Jonathan Elias – produttore
- Laura Levine – fotografia
- Ian Little – Produttore, mixing
- Denis O'Regan – fotografia
- Steve Peck – mixing
- Shep Pettibone – produttore, mixing
- Nile Rodgers – produttore, mixing
- Bob Rosa – mixing
- Alex Sadkin – produttore, mixing
- Stephen Sprouse – illustrazioni disegni
- Colin Thurston – produttore, ingegnere